# Hahncappsia mellinialis
Hahncappsia mellinialis is een vlinder uit de familie van de grasmotten (Crambidae), uit de onderfamilie van de Pyraustinae. De wetenschappelijke naam van deze soort is voor het eerst voorgesteld als Epichronistis mellinialis door Herbert Druce in een publicatie uit 1899.
De soort komt voor in Mexico en Guatemala.